# Hamamelistes spinosus
Hamamelistes spinosus är en insektsart som beskrevs av Shimer 1867. Hamamelistes spinosus ingår i släktet Hamamelistes och familjen långrörsbladlöss. Inga underarter finns listade i Catalogue of Life.